# Bayswater

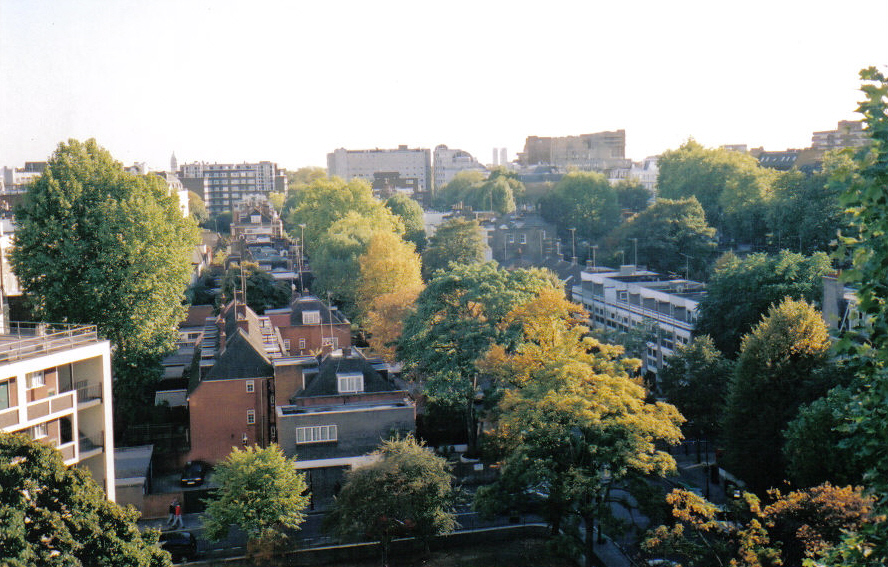
Vista aerea di Bayswater

Bayswater è un quartiere all'interno della Città di Westminster nella zona ovest di Londra. È un quartiere edificato con una densità di 17.500 abitanti per chilometro quadrato. Si trova a 4 km ad ovest-nordovest di Charing Cross, tra i Kensington Gardens a sud, Paddington a nord-est e Notting Hill a ovest.
Bayswater è una delle zone più cosmopolite di Londra: una popolazione locale diversificata è aumentata da un'alta concentrazione di hotel. Oltre agli inglesi, ci sono molte altre nazionalità. I gruppi etnici notevoli includono malesi, greci, francesi, americani, brasiliani, italo-britannici, irlandesi, arabi e molti altri. 
Le strade e le piazze con giardino sono fiancheggiate da case a schiera stuccate vittoriane, per lo più ora suddivise in appartamenti e pensioni. Le proprietà spaziano dagli appartamenti ai piccoli monolocali. Ci sono anche condomini costruiti appositamente risalenti al periodo tra le due guerre, nonché sviluppi più recenti, e una grande proprietà comunale, la Hallfield Estate, di 650 appartamenti, progettata da Sir Denys Lasdun e ora in gran parte venduta.
Queensway e Westbourne Grove sono le strade più trafficate, entrambe con molti ristoranti internazionali di cucina etnica.

## Etimologia
Il nome Bayswater deriva dal toponimo del 1380 "Bayards Watering Place", che nell'inglese medio significava un abbeveratoio per i cavalli, o l'abbeveratoio che apparteneva alla famiglia Bayard.

## Politica locale
L'area di Bayswater elegge un totale di sei consiglieri al Westminster City Council, tre ciascuno dall'omonimo Bayswater Ward, e dal Lancaster Gate Ward. e dal Lancaster Gate Ward.
Dopo le elezioni del Consiglio comunale di Westminster del 2018, cinque membri appartengono al Partito conservatore e uno al Partito laburista, con il Bayswater Ward che è un partito marginale diviso e Lancaster Gate è un settore completamente conservatore.

## Luoghi più vicini
- Paddington
- Notting Hill
- St John's Wood
- Knightsbridge
- Maida Vale
- Kensington

## Stazioni della metropolitana più vicine

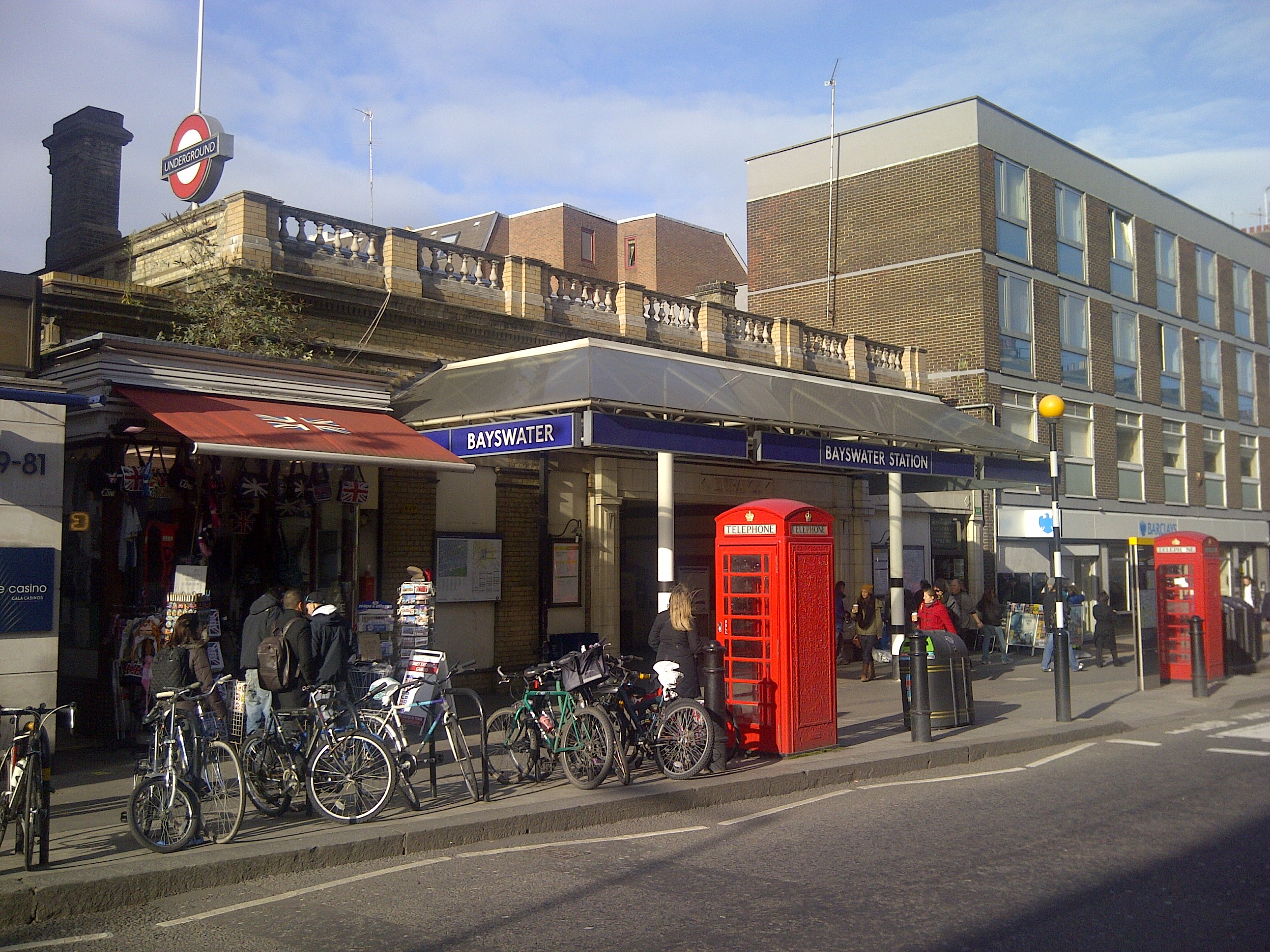
Stazione di Bayswater

Le stazioni all'interno del distretto sono Bayswater e Queensway. Altre stazioni vicine includono Paddington sulle linee Bakerloo, Circle e District e sulla linea Hammersmith & City), Royal Oak (a Westbourne) e Lancaster Gate (a est).

## Luoghi di interesse
- Kensington Gardens

## Riferimenti nella fiction
- In La spia che venne dal freddo di John le Carré, Liz è un membro del ramo sud di Bayswater del Partito Comunista.
- In Tutti gli uomini di Smiley di le Carré, il generale estone in pensione diventato spia britannica, Vladimir, vive in uno squallido appartamento a Westbourne Grove.
- Molti dei personaggi del romanzo di Samuel Selvon The Lonely Londoners vivono a Bayswater.
- Il film di Alfred Hitchcock Frenzy è stato girato nella zona.
- In Success di Martin Amis, i due personaggi principali vivono insieme in un appartamento a Bayswater, che lui chiama 'il quartiere dei transitori'.
- In L'importanza di chiamarsi Ernesto di Oscar Wilde, Lady Bracknell indica che la carrozzina (che trasportava Jack, da bambino) è stata trovata "in piedi da sola in un angolo remoto di Bayswater".
- Nel racconto di Saki "Cross Currents" (1909), Vanessa Pennington vive in una "strada secondaria di Bayswater" ma avrebbe preferito "un ambiente più intelligente".
- Nel romanzo di Evelyn Waugh Brideshead Revisited, il padre di Charles Ryder vive a Bayswater.
- IL grande magazzino Whiteleys è spesso visto nei film, ad esempio Love Indeed, Closer, ed è stato indicato in My Fair Lady dove Eliza Doolittle viene inviata "a Whiteleys per essere vestita" in Pigmalione. Ha anche gli studi della Princess Productions all'ultimo piano.
- Le scene di Alfie (1966) sono state girate intorno a Chepstow Road.
- Il personaggio principale del romanzo di Iris Murdoch A Word Child, Hilary Burde, ha un "flatlet" vicino alla stazione della metropolitana di Bayswater.
- Le scene in The Black Windmill si riferiscono e sono state girate intorno alla zona.
- Nella serie a fumetti italiana Dylan Dog il protagonista vive a Craven Road.
- Nick Jenkins incontra lo zio Giles per il tè all'Ufford Hotel, "cavalcando l'ancora sulla fiacca marea di Bayswater", in The Acceptance World (1955), volume tre di A Dance to the Music of Time di Anthony Powell.
- Il romanzo di Linda Stratmann The Poisonous Seed è ambientato quasi interamente nella vittoriana Bayswater.
- Nella serie Pink Carnation di Lauren Willig, il suo personaggio Eloise Kelly vive a Bayswater mentre scrive la sua tesi di dottorato.
- Nel romanzo di Herbert Jenkins, Patricia Brent, Spinster, Patricia vive a Gavin House, una pensione a Bayswater.